# Glicoproteina-fucosilgalattoside alfa-N-acetilgalattosaminiltransferasi
La glicoproteina-fucosilgalattoside alfa-N-acetilgalattosaminiltransferasi è un enzima appartenente alla classe delle transferasi, che catalizza la seguente reazione:
UDP-N-acetil-D-galattosammina + glicoproteina-α-L-fucosil-(1,2)-D-galattosio ⇄ UDP + glicoproteina-N-acetil-α-D-galattosamminil-(1,3)-[α-L-fucosyl-(1,2)]-D-galattosio
L'enzima agisce sulla sostanza del gruppo sanguigno, e può utilizzare diversi 2-fucosil-galattosidi come accettori.